# Hans-Peter Lindstrøm
Lindstrøm est le pseudonyme du Norvégien Hans-Peter Lindstrøm, un multi-instrumentiste qui joue de la batterie, de la guitare, de la basse et des claviers. Il est également producteur et DJ. Il est né le 16 février 1973 dans le petit village de pêcheurs de Flekkefjord (entre Stavanger et Kristiansand, dans le sud-ouest de la Norvège), et a été élevé au son de la musique country. Il réside aujourd'hui à Oslo, où il produit du disco contemporain et gère son label Feedelity depuis 2002.

## Biographie
Depuis plus de 20 ans, Lindstrøm brouille les pistes entre le bonheur baléarique, l'urgence italo-disco et l'euphorie scandinave. Il a travaillé avec des maîtres de la prog comme Todd Rundgren, des techniciens progressistes comme Prins Thomas et des magiciens du chant comme Christabelle. Avec Todd Terje, il a repris le flambeau de Giorgio Moroder et redonné vie au space disco pour le XXIe siècle. Dans une autre époque, il aurait atteint le niveau de popularité de Daft Punk pour ce qui est de faire connaître la musique électronique aux masses.
En créant son propre label, Feedelity, Lindstrøm a sorti une série de maxis et de singles très appréciés au cours des années suivantes, devenant un producteur et un remixeur de plus en plus respecté sur la scène internationale des clubs, à la fois seul et avec son collaborateur de longue date, Prins Thomas. Il a remixé des artistes tels que LCD Soundsystem et Franz Ferdinand, et son propre maxi I Feel Space, qui a marqué la scène en 2005, a acquis une réputation culte auprès des DJ du monde entier. La discographie de Lindstrøm comprend le prog-disco surnaturel de Where You Go I Go Too (2008), la dance-pop ensoleillée de Real Life Is No Cool (2009) (avec Christabelle -Isabelle Haarseth Sandoo-). Six Cups of Rebel, un album expérimental et tendu, est sorti au début de l'année 2012, suivi de Smalhans, un album plus basique, plus tard la même année. Lindstrøm a collaboré avec Todd Terje et Maya Vik sur des albums qui ont précédé l'album complet de 2015, Runddans, enregistré avec Todd Rundgren et Emil Nikolaisen de Serena-Maneesh. Lindstrøm est revenu à des titres orientés dancefloor avec l'EP Windings de 2016, emmené par le single Closing Shot. Le cinquième album solo du producteur, It's Alright Between Us as It Is, est arrivé en 2017, et comprenait des collaborations avec les chanteuses Jenny Hval, Grace Hall et Frida Sundemo. On a Clear Day I Can See You Forever, un ensemble d'improvisations de titres ambient interprétées sur plusieurs synthés vintage, a été publié en 2019. En 2023, l'album Everyone Else Is a Stranger, contenant quatre pistes de morceaux cosmiques incorporant des instruments tels que des congas, des flûtes et un violoncelle chinois. Lindstrøm revient avec Sirius Syntoms (2025), une évolution à la fois raffinée et ludique de sa signature sonore, suite naturelle de son précédent album.

## Discographie

### Albums studio
- 2008 - Where You Go I Go Too (Feedelity Records / Smalltown Supersound)
- 2012 - Six Cups of Rebel (Feedelity Records / Smalltown Supersound)
- 2012 - Smalhans (Feedelity Records / Smalltown Supersound)
- 2016 - Windings (EP) (Feedelity Records / Smalltown Supersound)
- 2017 - It's Alright Between Us as It Is (Feedelity Records / Smalltown Supersound)
- 2019 - On a Clear Day I Can See You Forever (Feedelity Records / Smalltown Supersound)
- 2023 - Everyone Else Is a Stranger (Feedelity Records / Smalltown Supersound)
- 2025 - Sirius Syntoms (Feedelity Records)

### Compilations
- 2006 - It's a Feedelity Affair (Feedelity Records / Smalltown Supersound)

### Projets collaboratifs
avec Prins Thomas
- 2005 - Lindstrøm & Prins Thomas (Eskimo Recordings)
- 2007 - Reinterpretations (Eskimo Recordings) (Nouvelle version du 1er album)
- 2009 - II (Eskimo Recordings)
- 2020 - III (Smalltown Supersound)

avec Christabelle
- 2009 - Real Life Is No Cool (Feedelity Records / Smalltown Supersound)

avec Todd Rundgren et Emil Nikolaisen
- 2015 - Runddans (Smalltown Supersound)